# Frodo žije!

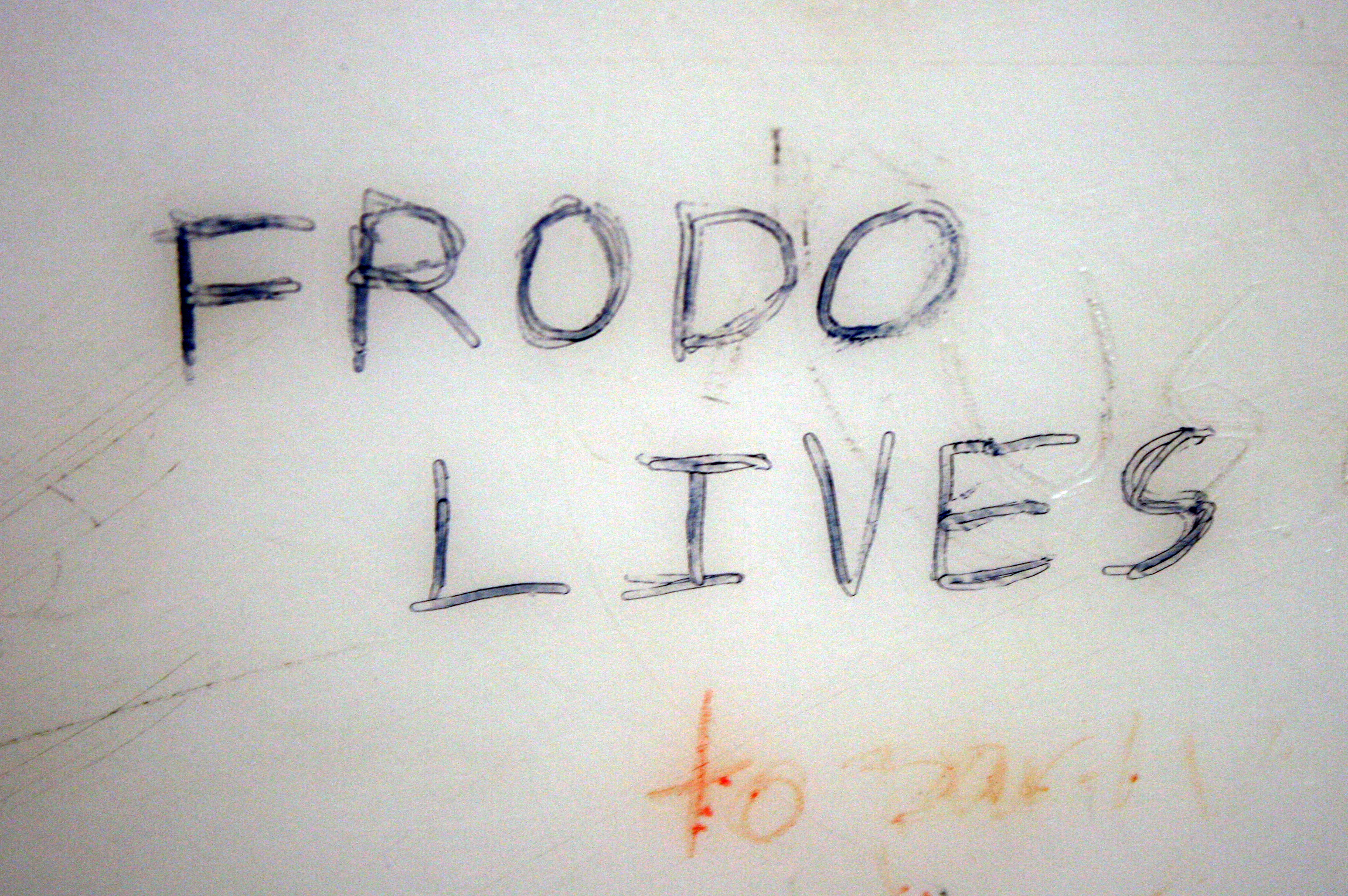
„Frodo žije!“ graffiti na veřejných záchodcích.

Ve šlépějích kontrakulturní rebelie 60. a 70. let se objevil slogan „Frodo žije!“, jenž evokoval neobyčejnou postavu Froda Pytlíka z díla Pán prstenů od J. R. R. Tolkiena. Tento výraz se stal symbolem duchu hippies, jenž prosazoval svobodu, mír a neotřelý pohled na život.
Slogan se nebral na lehkou váhu – vyobrazil se na pouličním graffiti, zdobil nášivky, samolepky na nárazníky, trička a další módní doplňky. V roce 1967 se mu dokonce dostalo titulu singlu vydaného kapelou „The Magic Ring“ na desce Smash Records. Na počátku devadesátých let si pak slogan našel nové publikum i při aktivaci počítačového viru, kdy byl velkými písmeny obklopen dynamickým, pohyblivým okrajem.
Mladí dospělí, kteří se už neúprosně blíží ke třicítce, si oblíbili nášivky s nápisem „Frodo žije“ a zdobí své byty mapami Středozemě...
—Theodore Roszak
Popularita tohoto výrazu dále vzrostla s vydáním paperbackové edice Tolkienových knih v roce 1965 od nakladatelství Ballantine Books, čímž se příběhy staly dostupnými širšímu okruhu čtenářů. Ačkoli dnes již není slogan tak všudypřítomný, stále se zmiňuje v novinových článcích a projevech populární kultury inspirovaných Tolkienovým světem a našel i uplatnění na merchandisingových předmětech filmové trilogie Pán prstenů od New Line Cinema, debutující na počátku 21. století.